# Мамий, Дауд Казбекович
Дау́д Казбе́кович Мами́й (адыг. Дауд Мамый; род. 15 июля 1965, Майкоп, Краснодарский край) — российский математик и управленец, кандидат физико-математических наук, доцент, ректор Адыгейского государственного университета (2019—н. в.).

## Биография
Родился 15 июля 1965 года в Майкопе. В 1987 году окончил механико-математический факультет Московского государственного университета (МГУ) по специальности «Математика».
В 1990 году окончил аспирантуру в МГУ по специальности «Дифференциальные уравнения». В 1991 году защитил диссертацию «Качественная теория дифференциального уравнения второго порядка с разрывной правой частью» и получил учёную степень кандидата физико-математических наук.
С 1991 года работает в Адыгейском государственном университете (АГУ). Имеет учёное звание доцента. В 1999—2019 годах являлся деканом факультета математики и компьютерных наук АГУ. В 2019 году был избран ректором АГУ, в 2024 году был переизбран.
В 1998—2019 годах являлся директором созданной им Республиканской физико-математической школой при АГУ (позднее — Республиканская естественно-математическая школа), работающей с одарёнными школьниками в области математики, информатики и естественных наук.
По состоянию на 2018 год являлся председателем региональной ревизионной комиссии Общероссийского народного фронта. С 2019 года является председателем Ассоциации школ-партнеров Образовательного центра «Сириус».

## Научная деятельность
Автор более 20 научных статей, индекс Хирша по РИНЦ — 2, по ядру РИНЦ — 0.

## Политические взгляды
В 2018 году стал доверенным лицом Владимира Путина на выборах президента России.
В 2022 года подписал обращение Российского союза ректоров в поддержку вторжения России в Украину. Находится под санкциями Украины и внесён в список коррупционеров и разжигателей войны от Фонда борьбы с коррупцией

## Награды
- Знак «За развитие научно-исследовательской работы студентов» от Министерства образования России[1];
- Медаль Ушинского от Министерства образования России[1];
- Заслуженный работник народного образования Республики Адыгея[1];
- Медаль «Слава Адыгеи» (2017)[1].